# 布里奥-贝尔贡斯
布里奥-贝尔贡斯（法語：Bourriot-Bergonce，法語發音：[buʁjo bɛʁɡɔ̃s]）是法国朗德省的一个市镇，属于蒙德马桑区。

## 地理
布里奥-贝尔贡斯（44°7'39"N, 0°15'2"W）面积82.65 平方千米，位于法国新阿基坦大区朗德省，该省份为法国西南部沿海省份，是法國本土面积第二大的省，北起吉倫特省，西临大西洋，南至大西洋比利牛斯省，东临热尔省，东北与洛特-加龍省接壤。
与布里奥-贝尔贡斯接壤的市镇（或旧市镇、城区）包括：卡普雪、洛斯、雷特容、迈拉、圣戈尔。

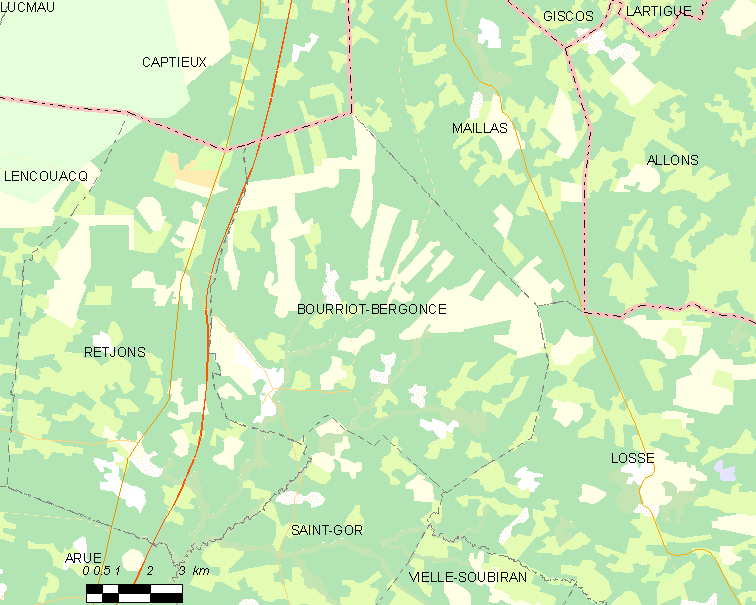
布里奥-贝尔贡斯的OSM定位图

布里奥-贝尔贡斯的时区为UTC+01:00、UTC+02:00（夏令时）。

## 行政
布里奥-贝尔贡斯的邮政编码为40120，INSEE市镇编码为40053。

## 政治
布里奥-贝尔贡斯所属的省级选区为上朗德-阿马尼亚克县。

## 人口

1962-2008年间布里奥-贝尔贡斯人口变化图示

布里奥-贝尔贡斯于2022年1月1日时的人口数量为319人。